# Брикел
 Тази статия е за предприятието.  За притежаваната от него електроцентрала вижте ТЕЦ „Брикел“.  
„Брикел“ ЕАД е предприятие в България със седалище в Гълъбово, част от комплекса „Марица-изток“.
Създадено е през 2000 година с обединяването на държавните предприятия ТЕЦ „Марица-изток 1“ и Брикетна фабрика, които продължават да действат като негови подразделения. Приватизирано е през 2004 година, като собствеността му е свързвана с бизнесмена Христо Ковачки. Към края на 2022 година номинален краен собственик е британецът Рой Кенеди.
Предприятието разполага с две основни съоръжения, разположени в съседство едно с друго и обработващи главно лигнитни въглища от „Мини Марица-изток“:
- ТЕЦ „Брикел“ – топлоелектрическа централа, произвеждаща електроенергия с инсталирана мощност 200 MW и използвана също за топлофикация на Гълъбово
- Брикетна фабрика – единствен в страната производител на брикети

## Брикетна фабрика
Проведена през лятото на 1988 година проверка на 225 предприятия в цялата страна с рискови и вредни условия на труд поставят на водещо място Брикетната фабрика при ТЕЦ „Първа комсомолска“ и е решено да започне нейната генерална реконструкция или в противен случай тя да бъде затворена до 30 юни 1989 година.